# Debbie Jevans
Deborah Jevans , que tiene la Orden del Mérito Británico (20 de mayo de 1960), es una ex tenista británica y ejecutiva deportiva. 

## Biografía
Jevans fue campeona júnior de Wimbledon y jugó en diez cuadros individuales de Grand Slam entre 1979 y 1983, siendo su mejor resultado la cuarta ronda de Wimbledon, en la que perdió ante Virginia Wade, quinta cabeza de serie. En 1978 alcanzó los cuartos de final del evento de dobles mixtos en Wimbledon con su futuro esposo y árbitro de Wimbledon, Andrew Jarrett.
En 1987, a la edad de 27 años, Jevans asumió el puesto de directora del Juego Femenino en la Federación Internacional de Tenis y en 1991 se convirtió en secretaria general.
En 2003 fue nombrada directora deportiva de los Juegos Olímpicos de Londres 2012. Tras de los Juegos Olímpicos y Paralímpicos, asumió el cargo de directora ejecutiva de la Copa Mundial de Rugby de 2015.
En 2014 encabezó la lista de las 50 mujeres más influyentes del deporte británico elaborada por The Guardian.
Jevans renunció a su cargo en la Copa Mundial de Rugby en marzo de 2015 por motivos personales. Parece ser que tuvo diferencias de criterios con miembros de la RFU y recibió una indemnización de £ 150.000 por su salida.
Es miembro de la junta del All England Lawn Tennis and Croquet Club (AELTC). Jevans también es directora no ejecutiva de la English Football League y fue designada para este cargo en 2014. Cuando Ian Lenagan renunció como presidente de la organización, Jevans fue nombrada presidenta interina en septiembre de 2018, ocupando el cargo hasta que se eligió un nuevo presidente en 2019.